# 基因間區段

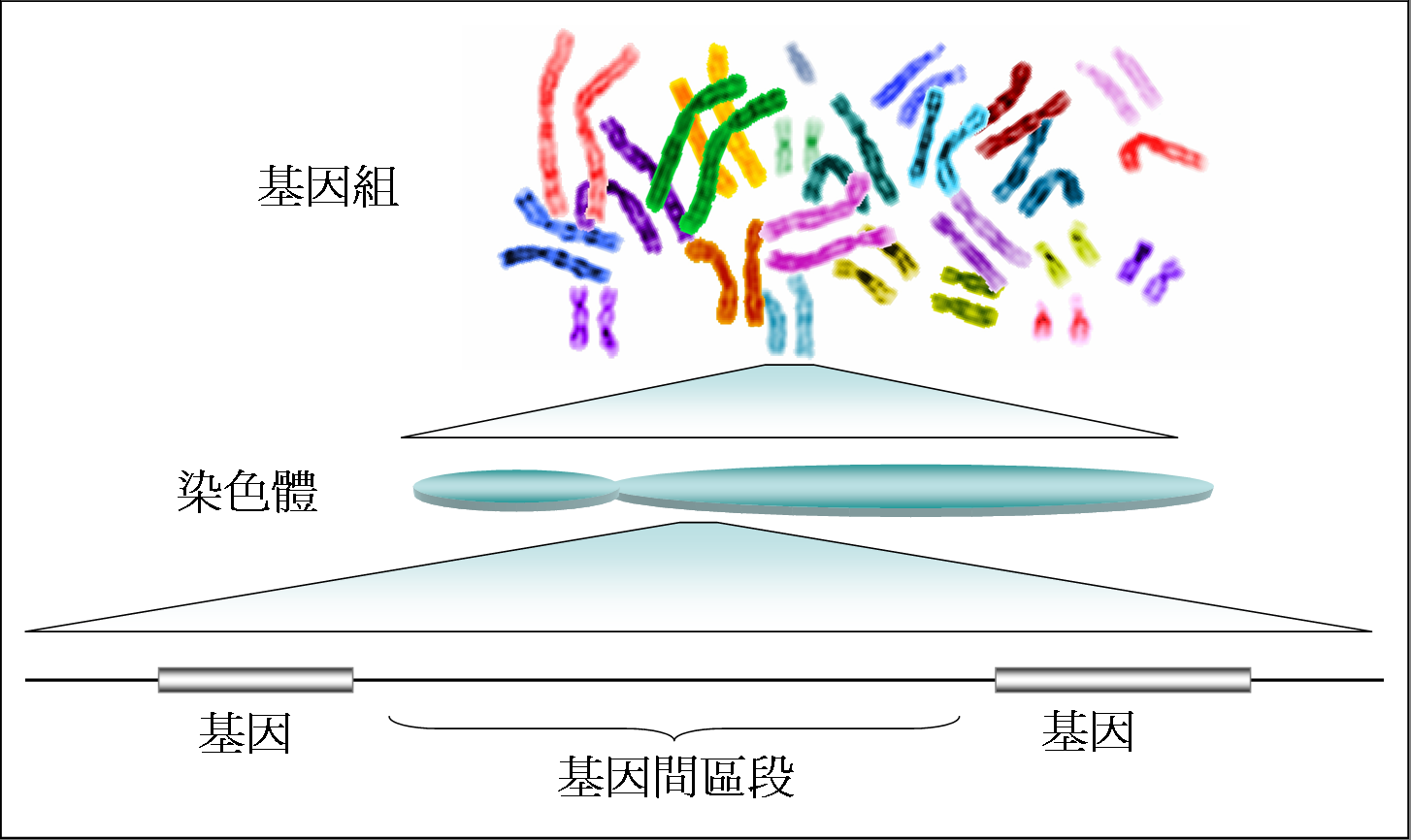
基因間區段是人類基因組的一部分。

基因間區段（英語：Intergenic region）又稱基因間隔區，是指穿插在基因與基因之間的DNA序列，這些序列不生產蛋白質，在人類基因組中佔了大多數。
基因間區段的少數序列會影響基因的表現，但大多數序列並沒有作用，或是功能未知。